# 北九州元漁協組合長射殺事件
北九州元漁協組合長射殺事件（きたきゅうしゅう もとぎょきょうくみあいちょう しゃさつじけん）は、1998年（平成10年）2月18日に福岡県北九州市で発生した殺人事件。

## 事件の概況
1998年（平成10年）2月18日19時ごろ、福岡県北九州市小倉北区古船場町の路上で、元脇之浦漁業協同組合（現・北九州市漁業協同組合脇之浦地区）組合長の男性（当時70歳）に、何者かが拳銃を至近距離から発砲、4発を命中させた。
その後、暴力団2代目工藤連合・草野一家（現在の工藤会）の当時の組長ら3人が殺人と銃刀法違反で逮捕・起訴され、そのうちの2名については2008年に最高裁判所で無期懲役と懲役20年の有罪判決が確定し、残りの1名については第1審で無罪を言い渡された。この第1審において、事件の背景を「港湾整備公共事業への利権介入を断られたことへの報復」と位置付け、「工藤連合の組織的関与が明白である」とみなされた。
さらに2013年（平成25年）12月には、前述の男性の実弟で、当時北九州市漁業組合長だった男性（当時70歳）も射殺される事件が発生。これを受けて、福岡県警は未解決のままだった1998年の射殺事件の捜査を強化する。その結果、1998年の事件で、工藤会の実質トップとされた総裁・野村悟が、その支配下にあった実行犯との共謀が関与され、実質的に重要な役割を果たしていれば、実行犯と同等の責任を問えるものとみなされる「共謀共同正犯」とされ、行方を追っていたが、2014年（平成26年）9月11日に、殺人と銃刀法違反で逮捕。
同時に、1998年の事件で当時若頭だった工藤会のナンバー2とされる会長・田上不美夫に対しても逮捕状を取り、野村共々逮捕する方針を固めるが、田上の自宅を捜索しても見つからなかったため、野村に対し警察庁は、周辺県の警察に手配・捜査を呼び掛ける特別手配を交付。同9月13日に会長を逮捕した。
なお、共犯者が公判中による公訴時効停止及び2010年（平成22年）の殺人罪の公訴時効撤廃により、工藤会の総裁と会長の公訴時効は成立していない。
2021年（令和3年）8月24日、福岡地方裁判所第3刑事部（足立勉裁判長）は、本事件を含む工藤會による市民襲撃4事件（殺人罪および組織犯罪処罰法違反・銃刀法違反）を、すべて工藤會総裁の野村が首謀および指揮したと認定し、野村を死刑（求刑：同）、田上を無期懲役（求刑：無期懲役・罰金2,000万円）とする判決を言い渡した［事件番号：平成26年(わ)第1284号など］。指定暴力団最高幹部への死刑判決は国内初の事例となる。
2024年（令和6年）3月12日、福岡高等裁判所は、野村は本事件について「犯行の指示の存在を認めるのに十分な証拠はない」と述べ無罪と判断。他3事件は有罪として、死刑とした一審判決を破棄し、無期懲役を言い渡した。田上については控訴棄却とした。
なお、2014年（平成26年）には元漁協組合長の孫の歯科医師が胸や腹などを刺され重傷を負う殺人未遂事件が発生しており、裁判で有罪とされた事件の内1件はこの件。